# San José (Kalifornia)
San José (vagy San Jose) város az Amerikai Egyesült Államokban, Kalifornia államban.
San José Kalifornia állam harmadik legnagyobb városa, az Egyesült Államokban a tizedik. Santa Clara megye megyeszékhelye. A város a Santa Clara-völgyben fekszik, a Szilícium-völgy régiójában. Az egykori mezőgazdasági település mára Észak-Kalifornia legnagyobb városa lett. A hivatalos népszámlálási adatok szerint 2007 júliusában lakossága elérte a 939 899 főt. Népessége 2008-ban 989 496 fő. San Josét 1777. november 29-én spanyolok alapították. A város becenevét (A Szilícium-völgy fővárosa) a modern technológiai iparban betöltött szerepéről kapta.

## Éghajlata
San José a szubtrópusi mediterrán éghajlati övben fekszik. A napsütéses napok száma az évben 300 nap feletti és az átlaghőmérséklet 23 °C felett található. A legmagasabb hőmérséklet, amit valaha feljegyeztek a városban 44 °C, ezt az értéket 2006 július 19 és 23 között mérték, a legalacsonyabb pedig -7 °C volt 1990 decemberében.
Az átlagos éves csapadékmennyiség 366 mm, mivel három oldalról is hegyek határolják és ezért kevés csapadék hullik a város területére. Eső elsősorban novemberben, áprilisban és májusban hullik. A hó ritkán esik a városban, a közeli Hamilton és Santa Cruz-hegységben lehet jellemző. 
| Hónap                         | Jan. | Feb. | Már. | Ápr. | Máj. | Jún. | Júl. | Aug. | Szep. | Okt. | Nov. | Dec. | Év   |
| ----------------------------- | ---- | ---- | ---- | ---- | ---- | ---- | ---- | ---- | ----- | ---- | ---- | ---- | ---- |
| Átlagos max. hőmérséklet (°C) | 15,2 | 17,4 | 19,4 | 22,3 | 24,8 | 26,9 | 29,1 | 30,3 | 26,9  | 24,4 | 20,3 | 15,2 | 22,7 |
| Átlagos min. hőmérséklet (°C) | 5,5  | 7,0  | 8,0  | 9,1  | 13,1 | 15,2 | 16,9 | 16,4 | 14,1  | 11,4 | 9,7  | 5,5  | 11,0 |
| Átl. csapadékmennyiség (mm)   | 77   | 72   | 68   | 25   | 11   | 3    | 1    | 2    | 6     | 22   | 43   | 50   | 380  |
| Forrás: NOAA                  |      |      |      |      |      |      |      |      |       |      |      |      |      |

## Népesség
| Lakosok száma | 945 942 | 1 000 536 | 1 025 350 | 1 013 240 |
|               | 2010    | 2014      | 2016      | 2020      |

## Sportélete
| Csapat                  | Sport            | Bajnokság                | Aréna           |
| ----------------------- | ---------------- | ------------------------ | --------------- |
| San Jose Giants         | baseball         | California League        | Excite Ballpark |
| San Jose State Spartans | amerikai futball | Mountain West Conference | CEFCU Stadium   |
| San Jose Barracuda      | jégkorong        | American Hockey League   | Tech CU Arena   |
| San Jose Sharks         | jégkorong        | National Hockey League   | SAP Center      |
| San Jose Earthquakes    | labdarúgás       | Major League Soccer      | PayPal Park     |

## Galéria

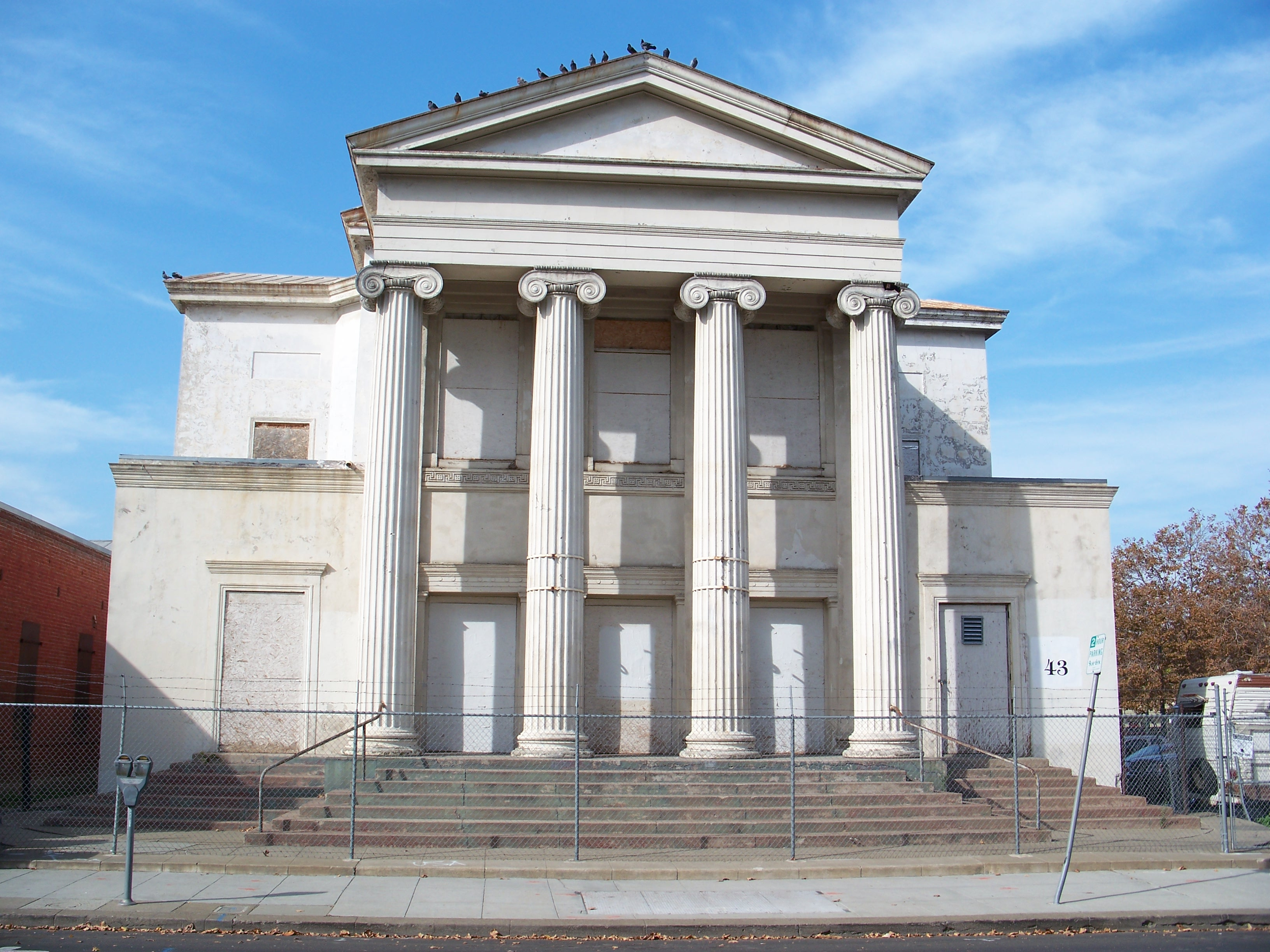
A városközpont északnyugatról
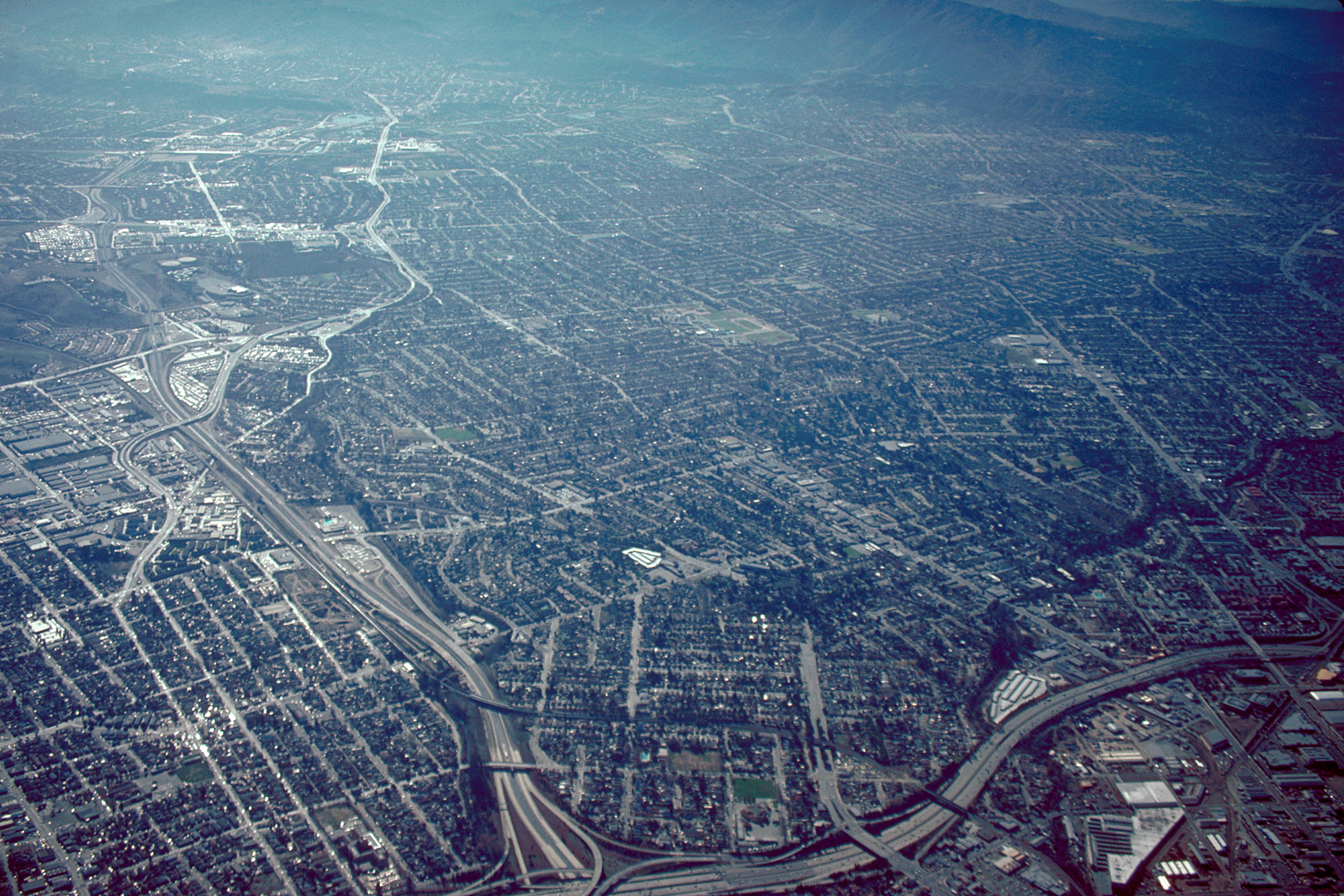
San Jose légifelvételről
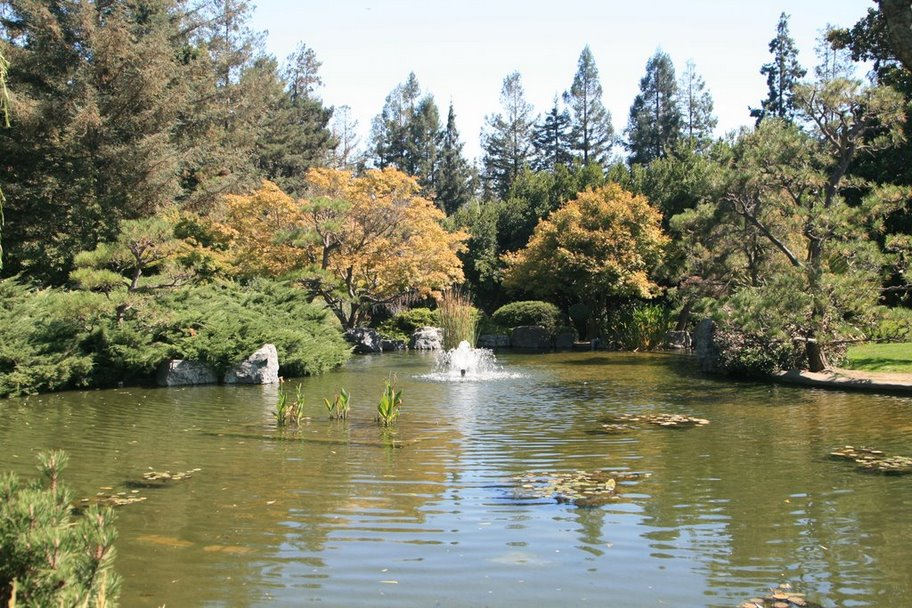
Kelley Park
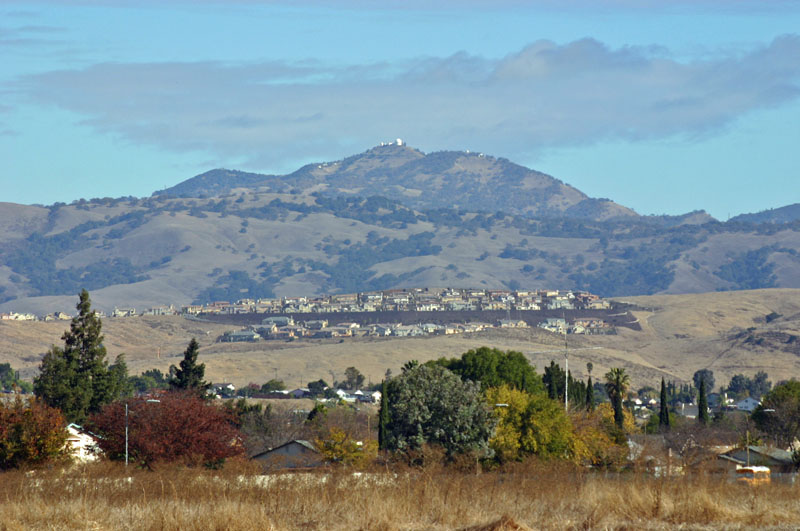
A Hamilton-hegy
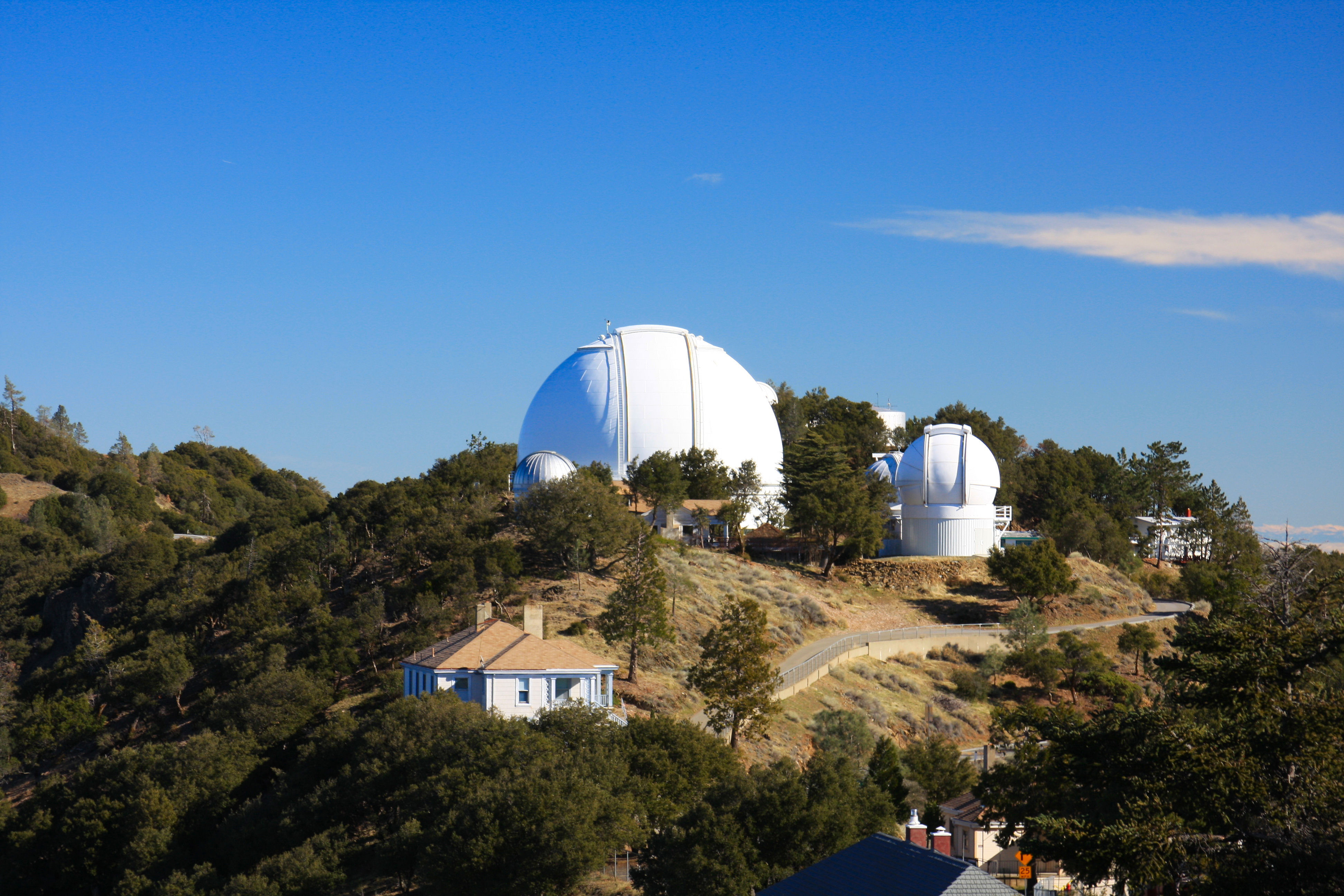
Lick Obszervatórium
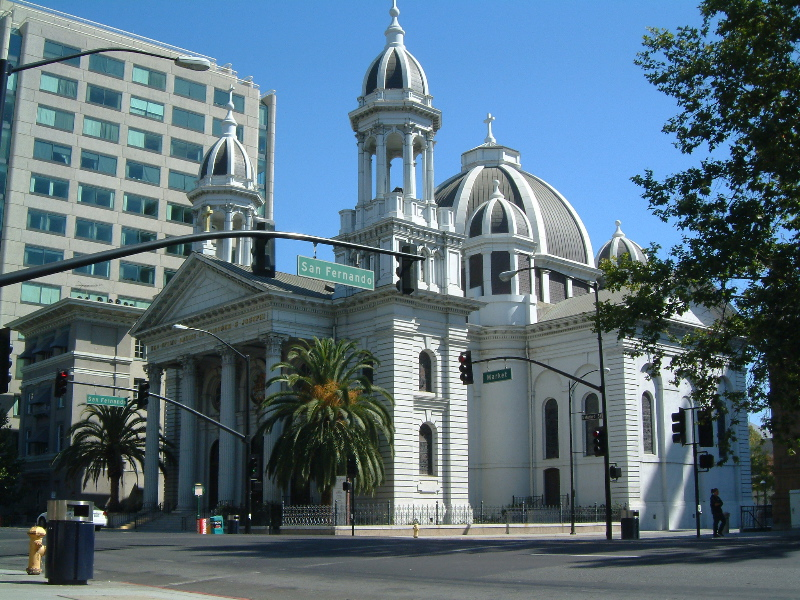
Saint Joseph Bazilika
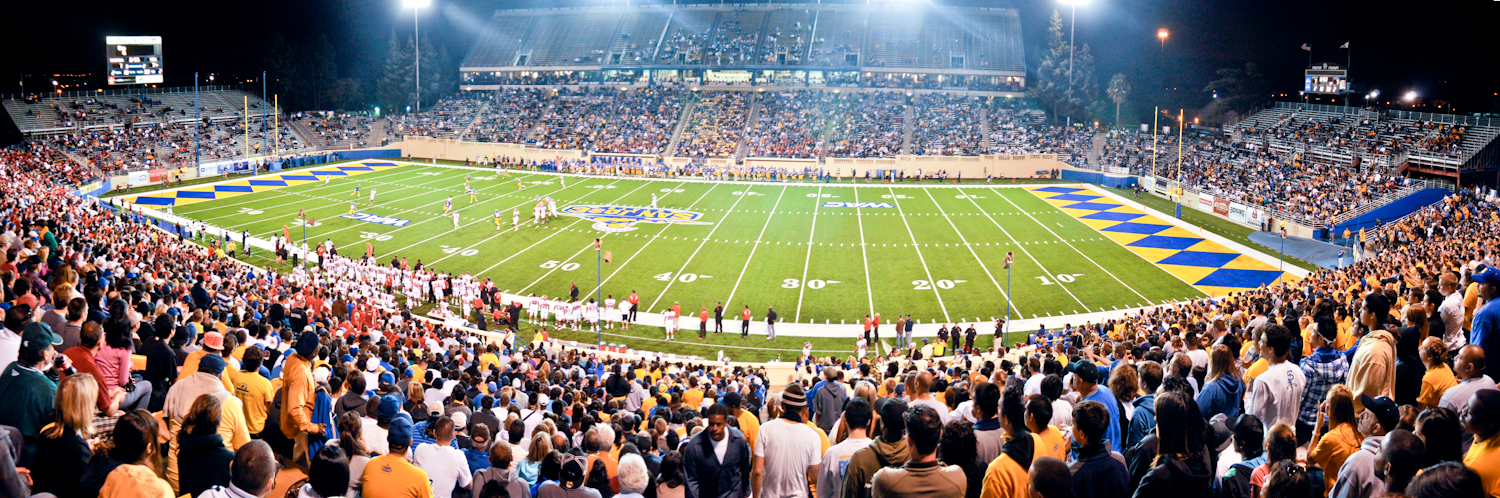
Spartan Stadion
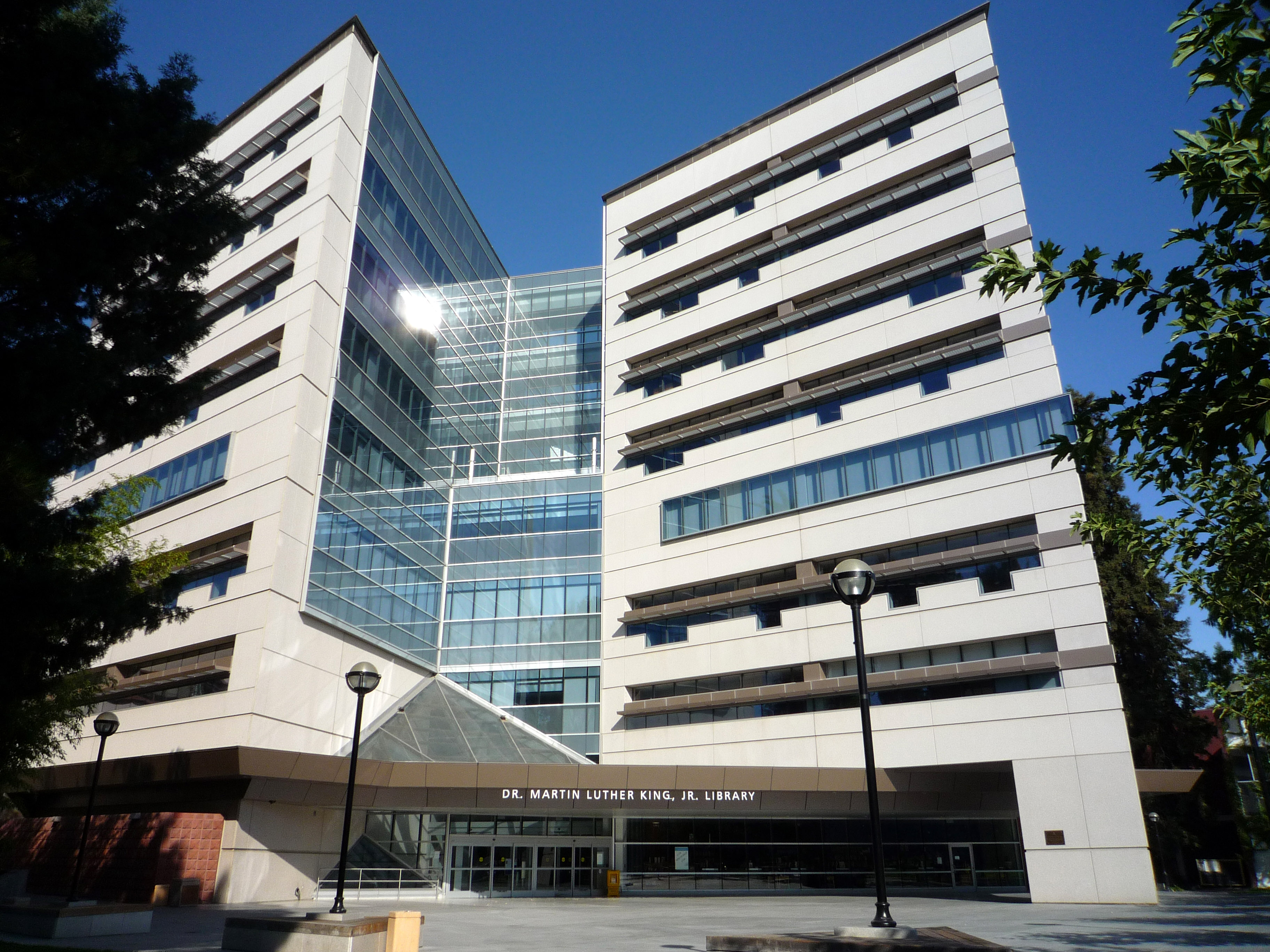
Dr. Martin Luther King Könyvtár

## Testvérvárosok
- Japán, Okajama (1957)
- Costa Rica, San José (1961)
- Mexikó, Veracruz (1975)
- Tajvan, Tainan (1977)
- Írország, Dublin (1986)
- Oroszország, Jekatyerinburg (1992)
- India, Pune (1992)
- India, Haidarábád (1992)

## Fordítás
- Ez a szócikk részben vagy egészben  a   San Jose, California című angol Wikipédia-szócikk fordításán alapul.  Az eredeti cikk szerkesztőit annak laptörténete sorolja fel. Ez a jelzés csupán a megfogalmazás eredetét és a szerzői jogokat jelzi, nem szolgál a cikkben szereplő információk forrásmegjelöléseként.